# Tatiana Sàritxeva
Tatiana Sàritxeva   (Nova York, 7 de febrer de 1949) va ser una jugadora de voleibol russa que va competir per la Unió Soviètica durant les dècades de 1960 i 1970.
Durant la seva carrera esportiva va prendre part en dues edicions dels Jocs Olímpics. En ambdues, 1968 i 1972, va guanyar la medalla d'or en la competició de voleibol.
En el seu palmarès també destaca la victòria al Campionat del Món de voleibol de 1970 i dues edicions del Campionat d'Europa, el 1971 i 1975. A nivell de clubs jugà al Lokomotiv de Moscou.